# Lijst van politieke moorden in Europa in de 20e eeuw
Dit is een lijst van politieke moorden in Europa in de 20e eeuw

## Lijst
| Datum               | Omschrijving |
| ------------------- | --- |
| 1900, 29 juli       | Koning Umberto I van Italië wordt vermoord door de anarchist Gaetano Bresci. |
| 1900, 5 augustus    | Professor Mihaileana, tevens hoofdredacteur van een tegen revolutionaire bewegingen getint blad, wordt te Boekarest doodgeschoten door de anarchistische Bulgaar Stoïan Dimitrof. |
| 1901, 27 februari   | De Russische minister van Onderwijs, Bogolepov, wordt vermoord door Pjotr Karpovitsj. |
| 1902, 15 april      | De Russische minister van Binnenlandse Zaken Dmitri Sipjagin wordt vermoord door Stepan Balmasjov, lid van de Socialistische Revolutionaire Partij. |
| 1903, 19 mei        | Nikolaj Bogdanovitsj, gouverneur van de Russische provincie Oefa wordt te Oefa in een stadspark door twee mannen dood geschoten als reactie op zijn harde optreden tegen stakers, waarbij meerdere doden vielen. |
| 1903, 10 juni       | Koning Alexander Obrenovic en koningin Draga van Servië worden bij een militaire coup vermoord. |
| 1904, 16 juni       | De Russische gouverneur-generaal van Finland, Nikolaj Bobrikov, wordt in Helsinki vermoord door de jonge klerk Eugen Schauman. |
| 1904, 18 juli       | De vice-gouverneur van het Russische Jelizavetpol, Andrejev, werd te Agdzjakent in een druk bezochte straat dood geschoten. |
| 1904, 28 juli       | De Russische minister van Binnenlandse Zaken, Vjatsjeslav von Plehve, komt bij een bomaanslag om het leven. De bom werd gegooid door de jonge terrorist Jegor Sozonov, lid van de Socialistische Revolutionaire Partij. |
| 1905, 6 februari    | De Finse pro-Russische procureur-generaal Eliel Soisalon-Soininen, wordt doodgeschoten door Lennart Hohenthal. |
| 1905, 17 februari   | Groothertog Sergej Aleksandrovitsj van Rusland wordt in Moskou vermoord door leden van de Socialistisch-Revolutionaire beweging. |
| 1905, 13 juni       | De Griekse minister van Binnenlandse Zaken Theodoros Deligiannis wordt uit wraak voor zijn rigoureuze maatregelen tegen gokhuizen door de beroepsgokker Gherakaris dood gestoken als hij in Athene het parlementsgebouw wil binnengaan. |
| 1906, 29 januari    | De Russische vicegouverneur van Tambov, Gavriil Loezjenovski, wordt in een spoorwegstation te Borisoglebsk vermoord door Maria Spiridonova, leidster van de Socialistische Revolutionaire Partij. |
| 1906, 30 januari    | De Russische militaire gouverneur van Tiflis, Fjodor Grjaznov, wordt vermoord door mensjewieken. |
| 1906, 11 juli       | Admiraal Sjtsjoekin, commandant van het Russische Zwarte Zee-eskader, wordt in Sebastopol met een viertal schoten vermoord door opstandige matrozen. |
| 1907, 26 februari   | De Bulgaarse premier Nikola Petkov wordt vermoord door anarchisten. |
| 1907,8 maart        | De Griekse radicaal-socialist Marinos Antypas wordt vanwege zijn acties ter verbetering van de boerenstand in opdracht van grondeigenaren vermoord door de opzichter Kyriakou. |
| 1907, 5 augustus    | De oud-gouverneur van Odessa, generaal Karanzoraf, wordt in het centrum van Pjaetiporsk met drie revolverschoten vermoord. |
| 1907, 28 augustus   | Het lid van de Russische Doema en leider van de nationale bevrijdingsbeweging van Georgië, Ilia Tsjavtsjavadze, wordt op last van de Russische geheime politie vermoord tijdens zijn terugkeer naar Georgië, tussen Tiflis en Sagoeramo, bij Mtscheta. |
| 1908, 4 januari     | De Russische kolonel Bobrov, chef van de gendarmerie, wordt op straat in Samara door een revolverschot gedood. |
| 1908, 1 februari    | Koning Karel van Portugal en kroonprins Lodewijk Filips komen om het leven bij een aanslag door republikeinen. |
| 1908, 12 april      | De gouverneur van Galicië, de Poolse graaf Andreas Potocki, wordt tijdens een audiëntie te Lemberg door de Rhoeteense extremistische student Miroslov Siczynski met drie pistoolschoten vermoord. |
| 1908, 2 december    | De Turkse generaal Ismail Mahir Pasha wordt in Thessaloniki vermoord door een officier van de Jonge Turken beweging. |
| 1909, 27 juni       | De Zweedse generaal Beckman wordt in Stockholm met een pistoolschot vermoord door een lid van de Zweedse jong-socialisten. |
| 1909, 21 december   | De chef van de veiligheidspolitie in Sint-Petersburg, kolonel Karpov, wordt vermoord door een bom, gegooid door de socialistisch-revolutionaire politieagent Petrov. |
| 1910, 9 juni        | De hoofdredacteur van het Turkse blad Sedai Millet, Achmed Sami Bei, wordt in Istanbul doodgeschoten. |
| 1910, 3 oktober     | Een lid van de Portugese revolutionaire junta, de psychiater Dr. Miguel Bombarda, wordt vermoord door een officier. |
| 1911, 18 september  | De Russische premier Pjotr Arkadjevitsj Stolypin wordt door Dmitri Bogrov, een lid van de Socialistische Revolutionaire Partij, vermoord in de Opera van Kiev. |
| 1912, 12 november   | De Spaanse premier José Canalejas wordt in zijn ministerie in Madrid vermoord door de anarchist Manuel Pardinas. |
| 1913, 23 januari    | De Ottomaanse stafchef Nazim Pasha wordt vermoord. |
| 1913, 18 maart      | Koning George I van Griekenland wordt, tijdens de Eerste Balkanoorlog, in Thessaloniki vermoord door Alexandros Schinas. |
| 1914, 28 juni       | Aartshertog Frans Ferdinand en aartshertogin Sophie Chotek worden in Sarajevo doodgeschoten door Gavrilo Princip. |
| 1914, 31 juli       | De Franse socialist Jean Jaurès wordt in Parijs doodgeschoten door de nationalist Raoul Villain. |
| 1915, december      | De Armenofobe politiechef van de Armeens-Turkse stad Van, Nouri, wordt vermoord door de Armeense militanten Panos Terlemezjan en Armenak Jekarjan. |
| 1916, 12 mei        | De Ierse nationalist en leider van de Dublin-brigade tijdens de Paasopstand, James Connolly, wordt geëxecuteerd door Britse militairen. |
| 1916, 21 oktober    | De Oostenrijkse premier Karl Graaf von Stürgkh wordt in de ontbijtzaal van een hotel in Wenen doodgeschoten door Dr. Friedrich Adler, de zoon van de leider van de sociaaldemocratische partij, Viktor Adler. |
| 1916, 16 december   | Raspoetin wordt in Petrograd vermoord door vorst Felix Joesoepov e.a. |
| 1918, 2 juli        | Wilhelm Graf von Mirbach-Harff, de Duitse ambassadeur in Moskou, wordt vermoord door Jakov Bljoemkin en Nikolaj Andrejev, aanhangers van de linkersocialisten in een poging om de oorlog weer voort te zetten. |
| 1918, 16 juli       | Executie van tsaar Nicolaas II, tsarina Alexandra Fjodorovna en hun kinderen Olga, Tatjana, Maria, Anastasia en Aleksej Nikolajevitsj van Rusland te Jekaterinenburg. |
| 1918, 30 juli       | De Duitse militaire gouverneur van Oekraïne, veldmaarschalk Hermann von Eichhorn, wordt met zijn adjudant kapitein von Dressler in Kiev vermoord door een bom, geworpen door een Oekraïense socialistische revolutionair. |
| 1918, 31 oktober    | De Hongaarse politicus István Tisza wordt in zijn woning doodgeschoten door van het front teruggekeerde soldaten. |
| 1918, 14 december   | President Sidónio Bernardino Cardoso da Silva Pais van Portugal wordt in Lissabon vermoord. |
| 1919, 15 januari    | De prominente communisten Rosa Luxemburg en Karl Liebknecht worden in Berlijn vermoord door leden van een vrijkorps. |
| 1919, 21 februari   | In Beieren wordt de socialist Kurt Eisner doodgeschoten door graaf Anton von Arco auf Valley. |
| 1919, 2 mei         | In München wordt de Duitse anarchistische politicus en Joods denker Gustav Landauer door leden van een vrijkorps vermoord. |
| 1920, 20 maart      | De Sinn Féin-burgemeester van het Ierse Cork Tomás Mac Curtain, wordt in zijn huis in Cork vermoord door leden van de Royal Irish Constabulary. |
| 1920, 13 juni       | De Albanese student en latere politicus Avni Rustemi schiet in Parijs de Albanese politicus en oud-minister van Oorlog, Essad Pasha Toptani, dood. |
| 1921, 28 februari   | De Italiaanse anarchist Ferruccio Scarselli wordt door een bomaanslag gedood in Certaldo, nabij Florence. |
| 1921, 8 maart       | De Spaanse premier Eduardo Dato Iradier wordt in Madrid door Catalaanse anarchisten vermoord bij het verlaten van het parlement. |
| 1921, 15 maart      | De Turkse oud-grootvizier Mehmed Talat Pasha wordt in Berlijn vermoord door leden van de Armeense Revolutionaire Federatie. |
| 1921, 9 juni        | De onafhankelijke afgevaardigde van de landdag Karl Gareis wordt in München, na een vergadering, op straat doodgeschoten. |
| 1921, 21 juli       | De Joegoslavische minister van Binnenlandse Zaken Milorad Draškovic wordt vermoord door de communist Alija Alijagic. |
| 1921, 26 augustus   | Matthias Erzberger, lid van de katholieke centrumpartij, tot in 1920 minister van Financiën van Duitsland, wordt in het Zwarte Woud vermoord door aanhangers van een extreemrechtse nationalistische groep. |
| 1922, 14 februari   | De Finse minister van Binnenlandse Zaken, Heikki Ritavuori, wordt vermoord door Ernst Tandefelt. |
| 1922, 22 juni       | De Britse veldmaarschalk Sir Henry Hughes Wilson wordt doodgeschoten door twee IRA-leden, Reginald Dunne en Joseph O’Sullivan. |
| 1922, 24 juni       | De Duitse minister van Buitenlandse Zaken, Walther Rathenau, wordt in Berlijn doodgeschoten door twee extreem rechtse nationalistische officieren. |
| 1922, 21 juli       | De Turkse (oud-)staatsman Djemal Pasha wordt in Tiflis door twee Armeniërs vermoord. |
| 1922, 22 augustus   | De leider van de Ierse vrijheidsstrijders, Michael Collins, loopt in een hinderlaag en wordt gedood. Over de daders is geen zekerheid verkregen. |
| 1922, 14 december   | De eerste gekozen Poolse president, Gabriel Narutowicz, wordt, slechts een paar dagen nadat hij in functie was, vermoord door een nationalistische fanaticus. |
| 1923, 5 januari     | De Tsjecho-Slowaakse minister van Financiën, Alois Rašín, wordt in Praag neergeschoten door de 19-jarige Josef Soupal. Rašín overlijdt twee weken later aan zijn verwondingen. |
| 1923, 22 januari    | Marius Plateau, directeur van de Liga van de Action Française, wordt in Parijs bij het gebouw van de Action Française doodgeschoten door de Franse anarchiste Germaine Berton. |
| 1923, 17 februari   | De Oostenrijkse sociaaldemocraat Franz Birnecker wordt in Wenen, vermoedelijk door leden van de rechts-radicale paramilitaire organisatie Ostara, doodgeschoten. |
| 1923, 10 maart      | De Spaanse syndicalisten Salvador Segui Rubina en Francesc Comes worden in Barcelona vermoord in opdracht van de gouverneur van Catalonië. |
| 1923, 10 mei        | De Sovjetdiplomaat Vatslav Vorovski, gedelegeerde bij de Conferentie van Lausanne, wordt in Lausanne vermoord door de in Zwitserland wonende Russische emigrant Maurice Conradi. |
| 1923, 17 mei        | De oud-gouverneur Faustino González Regueral wordt te León, Spanje bij het verlaten van een theater doodgeschoten door de anarchisten Gregorio Suberviela en Antonio del Toto, leden van de groep “Los Solidarios”. |
| 1923, 4 juni        | Juan Soldevila Romero, de aartsbisschop van Saragossa, Spanje en een hem begeleidende geestelijke, worden door Francisco Ascaso en Rafael Torres Escartin, twee leden van de Spaanse anarchistische groep “Los Solidarios”, in Saragossa doodgeschoten. |
| 1923, 14 juni       | De Bulgaarse politicus Alexander Stamboeliski wordt vermoord door de Macedonische revolutionaire organisatie IMRO. |
| 1923, 30 augustus   | De secretaris van de fascistische partij en jeugdvriend van Mussolini, Morata, wordt in Triëst op straat doodgeschoten. |
| 1924, 11 januari    | De anarchosyndicalisten Adrien Poncet en Nicolas Clos worden in Parijs vermoord door communisten. |
| 1924, 20 maart      | De Albanese liberale politicus Avni Rustemi wordt vermoord door aanhangers van de conservatieve leider van de reformatorische volkspartij, Ahmed Bey Zogoe, de latere koning Zog van Albanië. (Avni Rustemi had als student in 1920 de Albanese politicus Essad Pasha Toptani in Parijs vermoord).                                                               |
| 1924, juni          | De Italiaanse socialistische partijsecretaris, Giacomo Matteotti, wordt ontvoerd en doodgeschoten, nadat hij in het parlement kritiek had geleverd op verkiezingsfraude en terreur door de fascisten. |
| 1925, 2 maart       | De Albanese nationalist Luigi Gurakuqi wordt in Bari, Italië, in opdracht van het bewind van koning Zog van Albanië, vermoord door zijn neef Baltjon Stambolla. |
| 1925, 20 juni       | De Bulgaarse anarchist Vassil Ikonomov wordt door een paramilitaire groep gedood bij het dorpje Bélitsa. |
| 1926, 25 mei        | Symon Petljoera, voormalige staatshoofd van Oekraïne, wordt in Parijs doodgeschoten door een Joodse Oekraïner uit wraak voor familieleden die werden vermoord door Petljoera's troepen. De moordenaar kreeg steun van Franse communisten bij de moordaanslag. |
| 1927, 7 juni        | De gezant van de Sovjet-Unie in Polen, Pjotr Vojkov, wordt in het station van Warschau met een aantal revolverschoten vermoord. De dader is een leerling is van het Russische gymnasium te Warschau. |
| 1927, 10 juli       | Kevin O’Higgins, vicepresident van de Ierse Vrijstaat, wordt in Blackrock (County Dublin) vermoord door drie IRA-leden. |
| 1928, 8 augustus    | Stjepan Radic, oprichter van de Kroatische Boeren Partij, wordt op 20 juni 1928 in het parlement neergeschoten door Puniša Racic, \|een etnisch Servische nationalist, afkomstig uit Montenegro. Radic overlijdt op 8 augustus aan zijn verwondingen. Bij dezelfde aanslag vermoordde de dader eveneens de parlementsleden Ðuro Basaricek en Pavle Radic.        |
| 1930, 14 januari    | De Duitse nazi Horst Wessel wordt in de deuropening van zijn appartement in Berlijn door twee communisten, Ali Höhler en Erwin Rückert, in het hoofd geschoten. Hij overlijdt op 23 februari. |
| 1931, 18 februari   | De Kroatische leider, professor Milan Šufflay, wordt te Zagreb aangevallen met een ijzeren staaf en overlijdt de volgende dag aan zijn verwondingen. De moordenaar was Branko Zwerger (alias Jukitsch), lid van de organisatie “Jong Joegoslavië”, die in opdracht handelde van de militaire commandant van de stad, generaal Beli Markowitsch.                  |
| 1932                | De Russische graaf Aleksej Aleksejevitsj Beljovski-Zjoekovski, zoon van de Russische groothertog Aleksej Aleksandrovitsj van Rusland, die weer een zoon van de Russische tsaar Alexander II was, wordt geëxecuteerd door het communistische bewind in Tiflis. |
| 1932, 7 mei         | De Franse president Paul Doumer wordt te Parijs vermoord door de Russische emigrant Paul Gorguloff. |
| 1933, 30 augustus   | De Duits-Joodse hoogleraar Theodor Lessing wordt door het raam van zijn werkkamer in Praag beschoten door nazisympathisanten. De volgende dag overlijdt hij aan zijn verwondingen. |
| 1933, 30 december   | Ion Duca, premier van Roemenië, wordt vermoord door Radu Constantinescu wegens zijn pogingen om de fascistische beweging IJzeren Garde aan banden te leggen. |
| 1934, 15 juni       | De Poolse minister van Binnenlandse Zaken, generaal Bronisław Pieracki, wordt in Warschau doodgeschoten door Grygory Matsejko, lid van de Organisatie van Oekraïense Nationalisten (OUN). De moord is gepland door Stepan Bandera, een leider van de OUN. |
| 1934, 30 juni       | Nacht van de Lange Messen. Hierbij worden onder andere de Centrumpoliticus en oud-generaal Kurt von Schleicher en zijn vrouw door leden van de SS gedood, evenals de SA-leider Ernst Röhm, de leider van de afdeling München van de SA, SA-Gruppenführer Edmund Heines en de voormalige Beierse Generalstaatskommissar Gustav von Kahr.                          |
| 1934, 30 juni       | Erich Klausener, katholiek politicus en tegenstander van het naziregime, wordt in opdracht van Hermann Göring door de SS vermoord. |
| 1934, 1 juli        | Edgar Jung wordt door de nazi’s naar Oranienburg gebracht en daar vermoord. |
| 1934, 25 juli       | De Oostenrijkse kanselier Engelbert Dollfuss wordt door Oostenrijkse nazi’s vermoord. |
| 1934, 9 oktober     | Koning Alexander I Karadordevic van Joegoslavië en de Franse minister van Buitenlandse Zaken, Louis Barthou, worden in Marseille doodgeschoten door de Macedoniër Velicko Kerin. |
| 1934, 12 oktober    | De Letse aartsbisschop Janis Pommer (Sint Johannes van Riga) wordt, vermoedelijk door Russische geheime agenten, in zijn woning in Riga vermoord. |
| 1934, 1 december    | Leningrads partijchef, Sergej Kirov, wordt vermoord. Deze moord kan gezien worden als het begin van de Grote Zuivering in de Sovjet-Unie. |
| 1935, 16 januari    | De voormalig technisch directeur van de zender Stuttgart, Dr. Formys, wordt in Praag vermoord door Gestapo-agenten. |
| 1935, 16 augustus   | De Albanese chef van de Generale Staf, generaal Leon de Ghilardi, wordt in Tirana in zijn auto doodgeschoten door Tsekresi, lid van de geheime anti-Albanese organisatie Fan Noli. |
| 1936, februari      | Johannes Eltermann, een Estse communist, wordt wegens vermeend verraad in Kopenhagen vermoord door leden van de communistische partij van Estland. |
| 1936, 4 februari    | Wilhelm Gustloff, de Duitse leider van de Zwitserse nazipartij, wordt in Davos vermoord door de Joodse student David Frankfurter. |
| 1936, 13 juli       | Spanje: Oud-minister van Financiën José Calvo Sotelo, de meest gezaghebbende leider van de rechtse oppositie, wordt door gendarmes uit zijn huis gehaald en doodgeschoten. Dit als wraak voor de moord op een communistische luitenant op 12 juli 1936. |
| 1936, 19 augustus   | De Spaanse dichter en dramaturg Federico García Lorca wordt door leden van de Falange-militia doodgeschoten. |
| 1936, 20 november   | De leider van de Spaanse Falange, José Antonio Primo de Rivera, wordt in een proces ter dood veroordeeld, maar zonder toestemming van de autoriteiten geëxecuteerd. |
| 1936, 20 november   | De Spaanse anarchistenleider Buenaventura Durruti wordt in Madrid gedood door leden van de Spaanse communistische partij. |
| 1937, 25 april      | De Spaanse PSUC-vakbondsleider Roldán Cortada wordt vermoord in Molins de Llobregat. |
| 1937, 6 mei         | De Italiaanse anarchisten Camillo Berneri en Barbieri worden in Barcelona doodgeschoten door politiemensen en leden van de PSUC, de pro-Moskoucommunisten. |
| 1937, 9 juni        | De Italiaanse broers Carlo Rosselli en Nello Rosselli worden te Bagnoles-de-l´Orne door Franse fascisten vermoord in opdracht van de Italiaanse geheime dienst. Dit na hun oproep tot strijd tegen het fascisme in Spanje “Vandaag in Spanje, morgen in Italië”.                                                                                                 |
| 1937, 20 juni       | De leider van de Spaanse Trotskisten Andreu Nin wordt in een kamp bij Madrid doodgeschoten door leden van de Internationale Brigade. |
| 1937, 4 september   | De Rus Natan Markovitsj Reiss wordt in Lausanne vermoord door medewerkers van de NKVD. |
| 1938, 16 februari   | Lev Sedov, zoon van Trotski, overlijdt onder verdachte omstandigheden in een ziekenhuis in Parijs. Aangenomen wordt dat hij is vermoord door de Russische geheime dienst. |
| 1938, 23 mei        | Jevhen Konovalets, de leider van de Oekraïense Nationalistische Organisatie wordt in Rotterdam, vermoedelijk door Sovjet-agent Pavel Soedoplatov, middels een tijdbom vermoord. |
| 1938, 7 november    | Ernst vom Rath, Duits ambassadesecretaris te Frankrijk wordt in Parijs doodgeschoten door de Duits-Joodse vluchteling Herschel Grynszpan. |
| 1938, 30 november   | Corneliu Zelea Codreanu, leider van de IJzeren Garde, de Roemeense fascistische paramilitaire organisatie, wordt vermoord op last van koning Carol II van Roemenië. |
| 1939, 21 september  | De Roemeense minister-president Armand Calinescu wordt in Boekarest vermoord door leden van de Roemeense fascistische partij. |
| 1940, 27 november   | Nicolae Iorga, Roemeens politicus en oud-vicepremier van Roemenië, wordt in de bossen bij Boekarest vermoord door fascisten. |
| 1941, 27 mei        | Platon, de orthodoxe bisschop van Banja Luka wordt vermoord door de ustašabeweging. |
| 1942, 27 mei        | Reinhard Heydrich, de Duitse commandant in Praag en deelnemer aan de Wannseeconferentie, wordt zwaargewond bij een aanslag door de in Engeland opgeleide Tsjechische agenten Jan Kubis, Joseph Gabcik en Valcik (een lokale verzetsstrijder). Heydrich overlijdt op 4 juni aan zijn verwondingen.                                                                |
| 1942, 24 december   | De Franse admiraal Jean Louis Xavier François Darlan wordt vermoord door de jonge Fransman Fernand Bonnier de La Chapelle met medewerking van pastoor Pierre-Marie Cordier. |
| 1943, 5 februari    | De Befehlshaber van het Nederlandse SS-vrijwilligerslegioen, de voormalige Nederlandse luitenant-generaal Hendrik Seijffardt wordt door de communistische verzetsmannen Jan Verleun en Gerrit Kastein in de deuropening van zijn huis in Den Haag neergeschoten en overlijdt de volgende dag.                                                                    |
| 1943, 7 februari    | De secretaris-generaal van het nieuwe Departement van Volksvoorlichting en Kunsten Hermannus Reydon en zijn vrouw worden door de communistische verzetsman Gerrit Kastein in hun woning in Voorschoten neergeschoten; de vrouw is onmiddellijk dood en Reydon overlijdt een half jaar later.                                                                     |
| 1943, 3 juni        | De voormalige liberale minister Folkert Posthuma, in 1943 de gemachtigde van de leider voor Landbouw en Visserij in het schaduwkabinet van Anton Mussert, wordt door de communistische verzetsman Jan Verleun doodgeschoten. |
| 1943, 27 oktober    | De Italiaanse trotskist en medeoprichter van de Italiaanse communistische partij Pietro Tresso wordt, tezamen met drie andere trotskisten, in opdracht van Stalin, in de Haute-Loire door de Maquis vermoord. |
| 1944                | De leiding van de Joegoslavische communistische partij laat zonder vorm van proces drie vooraanstaande communisten, Anastas Lulja, Lazar Fundo (trotskist en oprichter van de Albanese Communistische Beweging) en Mustafa Gjinishi, executeren. [Fundo is mogelijk al in 1943 geëxecuteerd]                                                                     |
| 1944, 1 februari    | Het hoofd van de SS en de Duitse politie in Polen, de Duitse SS-generaal Franz Kutschera wordt in Warschau door het Poolse verzet geliquideerd. |
| 1944, 28 februari   | De Belgische oud-bestuursvoorzitter van de Société Générale, Alexandre Galopin, wordt door leden van de Belgische collaborateursbeweging DeVlag in zijn woonplaats Ukkel vermoord. |
| 1944, april         | De Griekse generaal-majoor Dimitrios Psaros, leider van de Nationale en Sociale Bevrijdingsgroepering EKKA, wordt vermoord door leden van het communistische Grieks Nationaal Bevrijdingsleger, de ELAS. |
| 1944, 28 juni       | Philippe Henriot, minister van Propaganda van de Vichy-regering, wordt door het Franse verzet in zijn ministerie te Parijs vermoord. |
| 1944, 7 juli        | Moord door de Vichy-militie op Georges Mandel, oud-chef de cabinet van Clémenceau, oud-minister van de PTT en oud-minister van Koloniën. |
| 1944, 5 november    | De Spaanse socialisten Pedro Perez en José Ibanez, alsmede de anarchisten Antonio Rodrigues en Miguel Gonzales Espada worden in Montfort-sur-Boulzane (Aude-Frankrijk) vermoord door stalinisten. |
| 1945, 1 februari    | Luitenant-generaal Prins Kirill van Bulgarije wordt in Sofia vermoord. |
| 1945, 28 april      | De Italiaanse dictator Benito Mussolini wordt door Italiaanse verzetsstrijders op zijn vlucht naar Zwitserland gevangengenomen en om het leven gebracht. |
| 1946                | De Roemeense partijleider Stefan Forisin, wordt op instigatie van de secretaris-generaal van de Roemeense Communistische Partij, Gheorghe Gheorghiu-Dej, zonder vorm van proces geëxecuteerd. |
| 1946, 18 juli       | De Joegoslavische koningsgezinde generaal en leider van de Cetniks, Dragoljub Mihailovic, wordt na een politiek proces in Lisicoiji Potok (Joegoslavië) geëxecuteerd. Dit wordt door velen gezien als het uit de weg ruimen door Tito van een rivaal. |
| 1947, 23 september  | De Bulgaarse vrijheidsstrijder Nikola Petkov, zoon van de in 1907 vermoorde premier Nikola Petkov, wordt door de communisten na een schijnproces opgehangen. |
| 1948, 12-13 januari | Solomon Michoëls, toneelspeler, theaterdirecteur en gedurende de oorlog voorzitter van het Joodse anti-fascistische comité in Rusland, wordt in de nacht van 12 op 13 januari te Minsk vermoord door de Russische geheime dienst door middel van een geënsceneerd auto-ongeluk.                                                                                  |
| 1948, 9-10 maart    | De minister van Buitenlandse Zaken van Tsjecho-Slowakije, Jan Garrigue Masaryk, wordt in de nacht van 9 op 10 maart dood gevonden op straat voor zijn ambtswoning. Hij is uit het raam gegooid, waarschijnlijk door de geheime politie. |
| 1949, 15 oktober    | Laszlo Rajk, minister van Buitenlandse Zaken van Hongarije wordt in het kader van een interne machtsstrijd binnen de communistische partij van Hongarije, na een schijnproces wegens hoogverraad geëxecuteerd. |
| 1950, 18 augustus   | De Belgische politicus en leider van de communistische partij, Julien Lahaut, wordt door een viertal Leopoldisten doodgeschoten, een week nadat hij tijdens de eedaflegging van Prins Boudewijn “Vive la république” zou hebben geroepen. Dit bleek overigens later een ander geweest te zijn.                                                                   |
| 1952, 11 november   | Vincentius Bossikov, bisschop van Nikopolis, wordt in Bulgarije, na een schijnproces, doodgeschoten. |
| 1954, 26 november   | Jonas Zemaitis, medeoprichter van de onafhankelijkheidsbeweging van Litouwen en hoofd van het presidium, wordt in Moskou doodgeschoten. |
| 1957, 12 oktober    | De Oekraïense dissidentenleider Lev Rebet wordt in zijn kantoor te München met een gifgaspistool vermoord door de KGB-agent Bogdan Stasjinski. |
| 1958,12 maart       | De militante Bulgaarse anarchistisch syndicalist Manol Vassev, wordt kort voor de datum van zijn vrijlating in zijn cel vergiftigd. |
| 1958, 16 juni       | Imre Nagy, de Hongaarse premier tijdens de Hongaarse opstand wordt, na een geheim proces, in Boedapest opgehangen. |
| 1959, 15 oktober    | Stepan Bandera, leider van de Organisatie van Oekraïense Nationalisten, wordt voor zijn huis in München gedood met een gifgaspistool door de KGB-agent Bogdan Stasjinski, dezelfde die twee jaar eerder Lev Rebet vermoordde. |
| 1960, 15 oktober    | De leider van de Union des Populations du Cameroun (UPC), Dr. Félix-Roland Moumié, wordt in Genève vergiftigd door de Franse geheime dienst. Hij overlijdt op 3 november in het Hôpital Cantonale de Genève. |
| 1961, 31 maart      | Camille Blanc, burgemeester van Evian, komt om het leven bij een bomaanslag op het stadhuis van Evian door aanhangers van de Frans-Algerijnse OAS. |
| 1961, 12 augustus   | De Tunesische leider van het “Combattant suprême” Saleh Ben Youssef wordt, op instigatie van president Habib Bourguiba, vermoord in een hotel in Frankfurt. |
| 1962, 29 november   | Kroatische terroristen van de Ustase-beweging overvallen het Joegoslavische consulaat in Bad Godesberg (West-Duitsland). De consulaire medewerker Momcilo Popovic wordt gedood. |
| 1963, 22 mei        | De Griekse afgevaardigde van de EDA, (het Verenigd Democratisch Links), Grigoris Lambrakis wordt na een vredesdemonstratie in Thessaloniki vermoord, vermoedelijk door Emmanuel Emmanuelides. |
| 1965, 14 februari   | De Portugese oppositieleider oud-luchtmachtgeneraal Humberto Delgado en zijn secretaris Arajaris Campos worden vermoord door de Portugese geheime dienst. |
| 1966, 30 augustus   | De Joegoslavische consul in Stuttgart, Sava Milovanovic, wordt door de Ustase vermoord. |
| 1967, 4 januari     | De Algerijnse revolutionair Mohammed Khider wordt in Madrid doodgeschoten. |
| 1968, 2 augustus    | Meliton Manzanas, hoofd van de Spaanse geheime politie in San Sebastian, wordt door de ETA op de trap van zijn huis in Irún, doodgeschoten. Dit wordt beschouwd als het begin van een reeks aanslagen door de ETA. |
| 1969, 20 april      | De Ustase-leider Maks Luburic wordt in zijn villa in Spanje vermoord. |
| 1970, 20 oktober    | De in ballingschap levende oud-minister van Algerije Krim Belkacem, wordt in Frankfurt gewurgd, vermoedelijk door de Algerijnse geheime dienst. |
| 1971, 7 april       | De Joegoslavische ambassadeur in Zweden, Vladimir Rolovic, wordt doodgeschoten door het Kroatische lid van de Ustasa-beweging, Miro Baresic. |
| 1972, 19 september  | Een bombrief doodt de Israëlische diplomaat dr. Ami Sachori, in de Israëlische ambassade te Londen. De bombrief was verzonden door Palestijnse terroristen. |
| 1973, 25 juni       | De Noord-Ierse SDLP-senator Paddy Wilson en zijn secretaresse Irene Andrews worden in Belfast op brute wijze vermoord door John White van de Ulster Freedom Fighters (UFF). |
| 1973, 26 augustus   | De Tsjadische arts en politicus Outel Bono wordt in Parijs doodgeschoten toen hij in zijn auto wilde stappen. De Franse moordenaar handelde waarschijnlijk in opdracht van een Franse adjudant van president Tombalbaye van Tsjaad. |
| 1973, 20 december   | De Spaanse premier admiraal Luis Carrero Blanco, de beoogde opvolger van Franco, wordt door de ETA met een autobom vermoord. |
| 1974, 12 maart      | De Noord-Ierse politieke activist en lid van Fine Gael, Billy Fox, wordt door leden van de IRA doodgeschoten bij Clones (County Monaghan). |
| 1974, 10 november   | Günter van Drenkmann, president van het Landesgericht Berlin, wordt voor zijn huis in Berlijn door terroristen van de beweging de tweede juni, doodgeschoten. |
| 1975, 25 april      | De Duitse ambassadeur Baron Andres von Mirbach en dr. Heinz Hillegaart worden bij de bezetting van de Duitse ambassade in Stockholm, na de afloop van een ultimatum doodgeschoten door leden van de RAF. |
| 1975, 22 oktober    | De Turkse ambassadeur in Oostenrijk, Danis Tunaligil, wordt in Wenen vermoord door Armeense terroristen. |
| 1975, 24 oktober    | De Turkse ambassadeur in Frankrijk, Ismail Erez, wordt in Parijs vermoord door Armeense terroristen. |
| 1975, 27 november   | De extreemrechtse politicus en initiatiefnemer voor het Guinness Book of Records, Alan Ross McWhirter wordt door leden van de Provisional IRA voor zijn huis in Enfield doodgeschoten nadat hij een beloning had uitgeloofd voor degene die informatie verstrekt die tot de daders van de bomaanslagen in Londen leidt.                                          |
| 1975, 23 december   | Richard Welch, CIA station chief in Athene wordt, als hij terugkomt van een feestje, doodgeschoten door drie man van de Griekse marxistische terroristengroep Revolutionaire Organisatie 17 November. |
| 1976, februari      | Edvin Zdovic, vice-consul van het Joegoslavische consulaat in Frankfurt, wordt in de deur van zijn woning doodgeschoten door leden van de Ustasa-beweging. |
| 1976, 21 juli       | De Britse ambassadeur in Ierland, Christopher Ewart-Biggs, wordt door de IRA vermoord net buiten zijn residentie toen een landmijn onder zijn auto tot ontploffing werd gebracht. |
| 1977, 7 april       | Moord op de Duitse procureur-generaal Siegfried Buback door de Rote Armee Fraktion. |
| 1977, 9 juni        | De Turkse ambassadeur in Vaticaanstad, Tah Carim, wordt aldaar vermoord door Armeense terroristen. |
| 1977, 30 juli       | Moord op de Duitse bankier Jürgen Ponto door de Rote Armee Fraktion. |
| 1977, 18 oktober    | De Duitse werkgeversvoorzitter Hanns-Martin Schleyer wordt vermoord door de Rote Armee Fraktion. |
| 1978, 14 maart      | In de Carabanchel-gevangenis te Madrid wordt de militante anarchist Agustin Rueda vermoord. |
| 1978, 4 mei         | De Egyptische communistische activist Henri Curiel wordt in Parijs vermoord. De moord wordt geclaimd door een extreem rechtse groepering. De dader is echter nooit gevonden. |
| 1978, 9 mei         | De Italiaanse leider van de Christendemocratische partij, Aldo Moro wordt vermoord door leden van de Brigate Rosse. |
| 1978, 11 september  | De Bulgaarse dissident Georgi Markov wordt in Londen vermoord met een gifpijltje, afgevuurd uit een paraplu. De moord is hoogstwaarschijnlijk georganiseerd door de KGB in samenwerking met de Bulgaarse geheime politie. |
| 1978, 21 december   | De Baskische ETA-leider José Miguel Beñaran Ordeñana, ook Argala genoemd, wordt in de Franse plaats Anglet met een autobom gedood door een rechtse groepering binnen de Spaanse marine. |
| 1979, 3 januari     | De militaire gouverneur van Madrid, divisiegeneraal Constantino Ortin Gil, wordt in Madrid door de ETA vermoord. |
| 1979, 31 januari    | Petros Babilos, een voormalig Grieks politieofficier wordt bij zijn huis in Athene doodgeschoten door leden van de Revolutionaire Organisatie 17 November beweging. |
| 1979, 22 maart      | De Britse ambassadeur in Nederland, Sir Richard Sykes, wordt door de leden van de IRA doodgeschoten bij het verlaten van zijn woning in Den Haag. |
| 1979, 30 maart      | Het conservatieve parlementslid Airey Neave wordt door de IRA gedood via een autobom in de parkeergarage van het Lagerhuis. |
| 1979, 27 augustus   | Lord Louis Mountbatten, neef van de Britse koningin, wordt in Ierland gedood door de IRA middels een op zijn schip geplaatste bom. |
| 1979, 20 september  | De Franse linkse activist Pierre Goldman wordt in Parijs vermoord door leden van het Spaanse doodseskader GAL (Grupos Antiterroristas de Liberación). |
| 1979, 23 september  | De militaire gouverneur van de Baskische provincie Guipúzcoa, brigadegeneraal Lorenzo González Valles, wordt samen met zijn vrouw in San Sebastián doodgeschoten. |
| 1980, 16 januari    | Het plaatsvervangend hoofd van de Griekse oproerpolitie, Pantalis Petrou, wordt door leden van de Revolutionaire Organisatie 17 November in een buitenwijk van Athene doodgeschoten. |
| 1980, 31 juli       | Gali Ozman, attaché aan de Turkse ambassade in Griekenland, wordt met zijn 14-jarige dochter in hun auto in Athene doodgeschoten als zij wachten voor een verkeerslicht. |
| 1981, 21 januari    | De oud Noord-Ierse Unionist politicus Sir Charles Norman Lockhart Stronge wordt samen met zijn zoon Sir James Stronge door leden van het Provisional Irish Republican Army vermoord in de bibliotheek van hun huis Tynan Abbey in Noord-Ierland. |
| 1981, 23 april      | Cavir Demir, attaché aan de Turkse ambassade in Denemarken, wordt in Kopenhagen vermoord door een Armeense terrorist. |
| 1981, 11 mei        | De Hessische minister van Economische Zaken, Heinz-Herbert Karry, wordt door het open venster van zijn slaapkamer doodgeschoten. De moord wordt opgeëist door “Revolutionären Zellen”. Er bestaat echter twijfel over de echtheid van deze bekentenis. |
| 1981, 9 juni        | De secretaris van het Turkse consulaat te Genève, Mehmet Savas Yerguz, wordt toen hij zijn kantoor verliet, vermoord door leden van de Armeense terroristische groepering ASALA. |
| 1981, 14 november   | Reverend Robert Bradford, Unionist parlementslid van Noord-Ierland, wordt door de Provisional IRA te Belfast vermoord. |
| 1981, 18 december   | De Albanese premier Mehmet Shebu werd vermoord aangetroffen in zijn huis. Hij is vermoedelijk vermoord in opdracht van Enver Hoxha, de secretaris van de Albanese Communistische Partij. |
| 1982, 7 juni        | De Turkse diplomaat Erkut Akbay wordt in Lissabon vermoord door Armeense terroristen. Zijn ernstig verwonde vrouw overlijdt korte tijd later aan haar verwondingen. |
| 1983, 5 januari     | Pierre-Jean Massimi, secretaris-generaal van het Franse departement Haut-Corse, wordt vermoord door het Corsicaanse Bevrijdings Front. |
| 1983, 9 maart       | De Turkse ambassadeur in Joegoslavië, Galip Balkar, wordt door twee Armeniërs in het centrum van Belgrado doodgeschoten. |
| 1983, 14 juli       | De attaché van de Turkse ambassade in Brussel, Dursun Aksoy, wordt door een Armeniër doodgeschoten als hij in zijn auto voor een verkeerslicht staat te wachten. |
| 1983, 15 november   | De Amerikaanse militaire attaché, kapitein-ter-zee George Tsantes, wordt in Athene door leden van de Revolutionaire Organisatie 17 November in zijn auto doodgeschoten. |
| 1983, 7 december    | De Noord-Ierse politicus (Ulster Unionist Party) Edgar Graham wordt vermoord door een lid van het Provisional Irish Republican Army. |
| 1984, 15 februari   | Leamon Hunt, het Amerikaanse hoofd van de Sinai Multinational Force and Observer Group, wordt in Rome vermoord door leden van de Rode Brigades. |
| 1984, 20 juni       | Erdogan Ozen, attaché aan de Turkse ambassade in Wenen, wordt door een autobom gedood door leden van het Armeense Revolutionaire Leger (JCAG). |
| 1984, oktober       | De Poolse priester Jerzy Popieluszko wordt door leden van de Poolse geheime dienst ontvoerd en vermoord teruggevonden. |
| 1985, 25 januari    | Ingenieur-Generaal René Audron wordt door de terroristische groepering “Action Directe” te Versailles doodgeschoten. |
| 1985, 1 februari    | De Duitse industrieel Ernst Zimmermann wordt door de Rote Armee Fraktion in Gauting bij München doodgeschoten. |
| 1985, 19 februari   | Ricardo Tejero Magro, directeur van de Spaanse centrale bank, wordt in Madrid vermoord door de ETA. |
| 1985, 21 februari   | De conservatieve Griekse krantenuitgever Nikos Momferatos wordt door leden van de Revolutionaire Organisatie 17 November doodgeschoten. |
| 1986, 28 februari   | De Zweedse sociaaldemocratische premier, Sven Olof Joachim Palme, wordt in Stockholm vermoord. De moord is officieel nooit opgehelderd. Wel is bij de stopzetting een intussen overleden hoofdverdachte aangewezen, Stig Engström. |
| 1986, 8 april       | De Griekse industrieel Dimitris Angelopoulos wordt door leden van de Revolutionaire Organisatie 17 November vermoord. |
| 1986, 9 juli        | Karl Heinz Beckurts, lid van de Raad van Bestuur van Siemens, wordt vermoord door leden van de Rote Armee Fraktion. |
| 1986, 10 oktober    | Gerald von Braunmühl, directeur politieke zaken van het West-Duitse ministerie van Buitenlandse Zaken, wordt in Bonn door middel van een bom vermoord door een commando van de Rote Armee Fraktion. |
| 1986, 17 november   | De president van het Renault-concern, George Besse, wordt in Frankrijk vermoord door leden van de Action Directe. |
| 1987, 14 maart      | Fergus Colon, een katholiek Noord-Ierse activist, lid van de Irish Republican Socialist Party, wordt door de INLA (Irish National Liberation Army) in Clotingora bij Forkhill (County Armagh) doodgeschoten. |
| 1987, 7 april       | De Algerijnse oppositieleider Ali-André Mécili wordt in Parijs vermoord. |
| 1988, 1 maart       | De Griekse industrieel Alexandros Athanasiadis-Bodosakis wordt in Athene vermoord door een lid van de Revolutionaire Organisatie 17 November. |
| 1988, 29 maart      | Dulcie September, vertegenwoordiger van het Afrikaans Nationaal Congres, wordt in Parijs tijdens de opening van het ANC-kantoor aldaar, op last van de Zuid-Afrikaanse regering, doodgeschoten. |
| 1988, 28 april      | Hagop Hagopian, leider van een marxistisch-leninistische Armeense terreurgroep, gericht tegen Turkije, wordt in Athene vermoord. |
| 1988, 28 juni       | De militaire attaché van de Amerikaanse ambassade in Athene, William Nordeen, wordt door leden van de Revolutionaire Organisatie 17 November in Athene vermoord door middel van een autobom. |
| 1989, 10 januari    | De Griekse openbare aanklager Costas Androulidakis wordt bij een aanslag door leden van de Revolutionaire Organisatie 17 November zwaargewond en overlijdt een maand later. |
| 1989, 12 februari   | Patrick Finucane, mensenrechtenadvocaat uit Belfast, wordt vermoord door de loyalistische paramilitaire organisatie Ulster Defence Association (UDA). |
| 1989, 13 juli       | De Iraans-Koerdische politicus Abdul Rahman Ghassemlou wordt in Wenen vermoord in opdracht van de Iraanse regering van ayatollah Khomeini. |
| 1989, 26 september  | Het Griekse parlementslid voor de Nieuw Demokraten, Pavlos Bakoyannis, wordt door leden van de Revolutionaire Organisatie 17 November vermoord toen hij op de lift naar zijn kantoor stond te wachten. |
| 1989, 20 november   | Josu Muguruza, een Baskische parlementariër en lid van de Baskische partij Herri Batasuna wordt in een restaurant in Madrid door twee mannen dood geschoten. Een tweede Baskische parlementariër, Inaki Esnaola, wordt daarbij ernstig gewond. |
| 1989, 30 november   | Bomaanslag op de Duitse bankier Alfred Herrhausen. De aanslag werd opgeëist door de RAF. |
| 1989, 25 december   | De Roemeense dictator Nicolae Ceausescu en zijn vrouw Elena Ceausescu worden na een schijnproces doodgeschoten. |
| 1990, 22 maart      | De Canadese ingenieur Gerald Vincent Bull, specialist in het ontwerpen van langeafstandsartillerie en -raketten, wordt voor zijn huis in Brussel doodgeschoten, vermoedelijk door de Mossad. |
| 1990, 24 april      | De Iraanse mensenrechtenactivist, dr. Kazem Rajavi, wordt in Genève doodgeschoten door twee Iraanse geheime agenten. |
| 1990, 25 juni       | De IRA pleegt een bomaanslag op de Carlton Club in Londen. Een van de gewonden, Lord Kaberry, overlijdt op 13 maart 1991 alsnog aan zijn verwondingen. |
| 1990, na 19 juli    | De Franse activist voor seksuele minderheden Joseph Doucé wordt ontvoerd op 19 juli en in oktober vermoord teruggevonden in een bos. Vermoedelijk vermoord door een geheime eenheid van de Franse politie. |
| 1990, 30 juli       | Het conservatieve parlementslid en oud-minister van Noord-Ierland Ian Gow, wordt door de IRA door een bomaanslag vermoord. |
| 1990, 26 september  | Burgemeester Charles Grossetti van Grosseto-Prugna op Corsica wordt doodgeschoten door twee mannen op een motorfiets, vermoedelijk leden van een afscheidingsbeweging. |
| 1990, 31 december   | Paul Mariani, de socialistische burgemeester van Soveria op Corsica wordt, vermoedelijk door leden van een afscheidingsbeweging, voor zijn huis doodgeschoten. |
| 1991, 12 maart      | De Amerikaanse luchtmachtsergeant Ronald Stewart wordt door leden van de 17 november organisatie in Griekenland door een autobom gedood als protest tegen de Amerikaanse betrokkenheid in de Golfoorlog. |
| 1991, 1 april       | Detlev Karsten Rohwedder, chef van de Treuhandanstalt, wordt in zijn huis in Düsseldorf doodgeschoten. De aanslag werd opgeëist door de RAF. |
| 1991, 25 mei        | De politieke activist en adviseur van Sinn Fein, Eddie Fullerton, wordt door de UFF (Ulster Freedom Fighters) in zijn huis in Buncrana (County Donegal) doodgeschoten. |
| 1991, 18 juli       | De Belgische politicus André Cools wordt voor zijn woning door twee mannen doodgeschoten. |
| 1991, 6 augustus    | De Iraanse oud-premier Shahpur Bakhtiar wordt doodgestoken in zijn huis in Parijs. |
| 1991, 7 oktober     | De persattaché van de Turkse ambassade in Athene, Gyorgu Cetin, wordt vermoord door leden van de Revolutionaire Organisatie 17 November. |
| 1992 12 maart       | De burgemeester van Palermo Salvo Lima wordt door een lid van de maffia doodgeschoten. |
| 1992, 23 mei        | De Italiaanse magistraat Giovanni Falcone wordt op Sicilië middels een autobom door de maffia vermoord. |
| 1992, 7 juni        | Ivan Kramberger, onafhankelijk presidentskandidaat van Slovenië, wordt vermoord, vermoedelijk in opdracht van de zittende communistische president Milan Kucan. |
| 1992, 19 juli       | De Italiaanse magistraat Paolo Borsellino wordt door de maffia middels een autobom in Palermo vermoord. |
| 1992, 17 september  | De secretaris-generaal van de Koerdische Democratische Partij van Iran Sadegh Sharafkandi en Koerdische politieke activisten Fattah Abdoli en Homayan Ardalan en hun tolk Nouri Dehkori worden in Berlijn in het Griekse restaurant Mykonos doodgeschoten door leden van de Iraanse geheime dienst. Deze moorden staan bekend als de Mykonos Restaurant moorden. |
| 1992,16 oktober     | Sheena Campbell, politiek activist en lid van Sinn Fein, wordt door leden van de UVF (Ulster Volunteer Force) in het York Hotel in Dublin doodgeschoten. |
| 1993, 16 maart      | Mohammed Hossein Naghdi, de vertegenwoordiger van de Iraanse Nationale Verzetsraad in Italië, wordt door een Iraanse geheim agent in Rome doodgeschoten. |
| 1993, 24 maart      | Peter Gallagher, politiek activist en lid van Sinn Fein, wordt in Belfast doodgeschoten. |
| 1994, 24 januari    | De oud-president van de Griekse nationale bank, Michalis Vranopoulos wordt doodgeschoten door leden van de Revolutionaire Organisatie 17 November. |
| 1994, 10 februari   | Het Ierse Republikeinse lid van Het Irish National Liberation Army (INLA) Dominic McGlinchey wordt door twee man doodgeschoten in een telefooncel in Drogheda. |
| 1994, 25 februari   | De Française Yann Piatt, gedeputeerde van het departement Var en petekind van de extreemrechtse politicus Jean-Marie Le Pen, wordt in Hyères doodgeschoten door Lucien Ferri in opdracht van Gérard Finale. |
| 1994, 1 juni        | De Spaanse brigade-generaal Juan José Hernandez Rovira wordt bij het verlaten van zijn woning in Madrid door twee leden van de ETA doodgeschoten. |
| 1994, 4 juli        | De eerste secretaris van de Turkse ambassade in Griekenland, Omer Haluk Sipahioglu, wordt in Athene door leden van de Revolutionaire Organisatie 17 November vermoord. |
| 1994, 11 juli       | De prominente protestant Ray Smallwoods, voorzitter van de Ulster Democratic Party, wordt bij het verlaten van zijn huis in het Noord Ierse dorp Lisburn door leden van de IRA doodgeschoten. |
| 1994, 3 december    | De Georgische politicus en leider van de Nationale Democratische Partij Giorgi Chanturia en zijn vrouw worden in hun auto doodgeschoten. |
| 1995, 1 maart       | De Russische democratisch georiënteerde journalist Vladislav Nikolayevich Listyev wordt doodgeschoten op de trappen van zijn appartement. |
| 1995, 28 mei        | Dr. Irfan Ljubijankic, Bosnisch politicus en voormalig minister van Buitenlandse Zaken, wordt vermoord door Servische extremisten, die de helikopter waarin hij naar Zagreb vloog neerschieten. Met hem kwamen nog 6 andere inzittenden om het leven. |
| 1995, 11 juli       | De Algerijnse medeoprichter van het FIS (Front Islamique du Salut) Abdelbaki Sahraoui wordt in Parijs vermoord door leden van de GIA (Groupe Islamique Armé). |
| 1995, 27 oktober    | Fathi Shakaki, secretaris-generaal van de Islamitische Jihad beweging in Palestina, wordt op Malta doodgeschoten door de Israëlische geheime dienst. |
| 1996, 16 april      | De ETA vermoordt de Spaanse oud-rechter Francisco Tomas y Valiente. |
| 1996, 2 oktober     | De Bulgaarse oud-premier Andrej Loekanov wordt in Sofia vermoord. |
| 1997, 28 mei        | De Grieks-Britse reder Constantinos Peratikos, wordt in Athene door leden van de Revolutionaire Organisatie 17 November vermoord. |
| 1997, 12 juli       | De Baskische politicus Miguel Ángel Blanco Garrido wordt vermoord door leden van de ETA. |
| 1997, 27 december   | De Noord-Ierse leider van de Loyalist Volunteer Force, Billy Wright, wordt in de Maze-gevangenis, waar hij opgesloten is, vermoord door andere gevangenen, leden van het Irish National Liberation Army (INLA). |
| 1998, 11 januari    | Terry Enwright, familielid van Sinn-Feinleider Gerry Adams, wordt door leden van de Loyalist Volunteer Force (LVF) doodgeschoten. |
| 1998, 6 februari    | Claude Erignac, prefect van het departement Corse-du-Sud, wordt door een commando van 6 personen te Ajaccio vermoord. |
| 1998, 21 september  | Kolonel Ahmet Krasniqi, minister van Defensie van Kosovo en leider van de FARK, wordt in Tirana door twee gemaskerde mannen doodgeschoten. |
| 1998, 20 november   | De Russische politica Galina Starovojtova wordt in het trappenhuis van haar woning in Sint-Petersburg (Kanal Gribojedowa 91) doodgeschoten. |
| 1999, 15 maart      | Rosemary Nelson, een prominent advocate die diverse republikeinse leiders heeft verdedigd, wordt middels een autobom vermoord door de Red Hand Defenders (RHD), een Ierse paramilitaire organisatie van extremistische loyalisten. |
| 1999, 20 mei        | Professor Massimo D’Antona, adviseur van de Italiaanse minister van Arbeid, wordt vermoord door de Brigate Rosse. |
| 1999, 27 oktober    | De premier van Armenië Vazgen Sargsjan wordt doodgeschoten in het Armeense parlement te Jerevan, evenals de voorzitter van het Armeense parlement Karen Demirtsjan. |
| 2000, 15 januari    | Željko Ražnatović (“Arkan”), Servisch paramilitair leider, wordt in het Intercontinental Hotel te Belgrado doodgeschoten. |
| 2000, 7 februari    | Pavle Bulatović, minister van Defensie van Joegoslavië wordt in een restaurant in Belgrado doodgeschoten. |
| 2000, 22 februari   | De secretaris-generaal van de socialistische partij PSOE in de Baskische provincie Alava, Fernando Buesa Blanco, wordt door de ETA vermoord. |
| 2000, 16 mei        | Boško Peroševic, prefect van Vojvodina, wordt doodgeschoten in Novi Sad. |
| 2000, 4 juni        | Jesus Maria Pedrosa, gemeenteraadslid voor de conservatieve volkspartij, wordt in Durango door de ETA vermoord. |
| 2000, 8 juni        | De Britse militaire attaché in Griekenland, brigadegeneraal Stephen Saunders, wordt door leden van de Revolutionaire Organisatie 17 November in Athene doodgeschoten. |
| 2000, 29 juli       | De ETA vermoordt de socialistische oud-gouverneur van Guipúzcoa, Juan Maria Jáuregui. |
| 2000, 25 augustus   | Leider van de Servische Communistische Partij en oud-president van Servië, Ivan Stambolić, wordt vermoord in opdracht van Slobodan Milošević. |
| 2000, 29 augustus   | Manuel Indiano Azaustre, gemeenteraadslid voor de conservatieve volkspartij, wordt in Zumarraga vermoord. |
| 2000, 30 oktober    | Francisco Querol Lombardero, rechter van het Spaanse Hooggerechtshof, wordt in Madrid door de ETA, tezamen met drie anderen, vermoord. |
| 2000, 22 november   | De Spaanse socialistische oud-minister Ernest Lluch wordt in Barcelona door de ETA vermoord. |
| 2000, 14 december   | Francisco Cano, raadslid voor de Partido Popular in de Spaanse gemeente Villadecavalls, wordt gedood door een bom in zijn auto. |